# Gare de Bessèges
La gare de Bessèges est une gare ferroviaire française désaffectée de la ligne de Bessèges à Robiac, courte antenne raccordée à la ligne du Teil à Alès, située sur le territoire de la commune de Bessèges, dans le département du Gard en région Occitanie.
C'est une gare de la Société nationale des chemins de fer français (SNCF) dont le trafic ferroviaire a été suspendu le 7 juillet 2012.

## Situation ferroviaire
Établie à 182 mètres d'altitude, la gare de Bessèges est située au point kilométrique (PK) 000,000 de la ligne de Bessèges à Robiac, sur cette courte antenne, on trouve également la gare de Robiac peu avant le raccordement avec la ligne du Teil à Alès au PK 736,524.

## Histoire
La gare de Bessèges est mise en service le 1er décembre 1857 par la Compagnie du chemin de fer de Bessèges à Alais, lorsqu'elle ouvre à l'exploitation sa ligne de Bessèges à Alais.

## Service des voyageurs

### Accueil
Gare SNCF, elle dispose d'un bâtiment voyageurs, avec guichet, ouvert du lundi au samedi et fermée les samedis dimanches. Service suspendu depuis le 7 juillet 2012.

### Desserte
Depuis le 7 juillet 2012, la gare n'est plus desservie par des liaisons ferroviaires, la région ayant décidé de suspendre la circulation des trains pour des raisons de sécurité étant donné de la vétusté de la ligne. Les trains ont été substitués par des liaisons routières jusqu'au 15 octobre 2012 où le TER Languedoc-Roussillon sera retiré de l'exploitation de la ligne.

### Intermodalité
Un parking pour les véhicules est aménagé. La gare est desservie par des cars TER Languedoc-Roussillon qui circulent sur la ligne d'Alès à Bessèges. Service également suspendu.

## Galerie

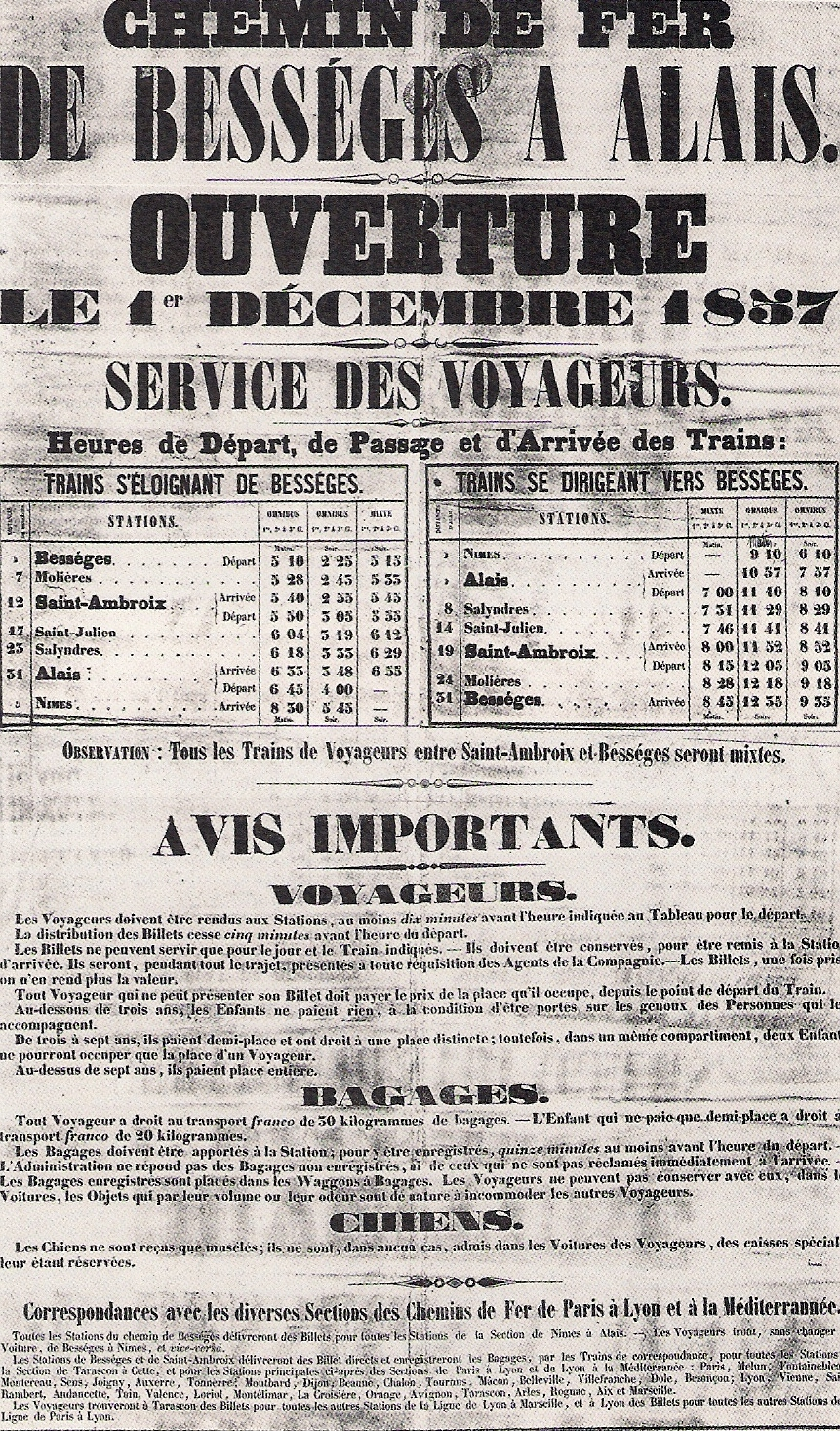
Affiche de l'ouverture de la ligne de Bessèges à Alais